# Ген жестов: Первые глухие супергерои
«Ген жестов: Первые глухие супергерои» (англ. Sign Gene: The First Deaf Superheroes) — супергеройский фильм 2017 года, сценаристом, режиссёром и продюсером которого является Эмилио Инсолера. История рассказывает о глухом агенте, Томе Клерке (играет Инсолера), из Нью-Йорка, который является носителем мощной генетической мутации. Он отправляется в Японию вместе со своим коллегой Кеном Вонгом для расследования преступлений, предположительно совершенных японскими глухими мутантами. Персонажи фильма, как преступники, так и агент, используют язык жестов как свою сверхчеловеческую силу. В фильме также снимались Карола Инсолера, Бен Бахан, Хироши Вава, Умберто Инсолера и Нобору Курагава.
Фильм содержит несколько ссылок на историю глухих, культуру и язык жестов. В фильме говорят и используют шесть языков: английский, японский, итальянский, американский язык жестов, японский язык жестов и итальянский язык жестов.

## Сюжет
Том Клерк — глухой секретный агент, родом из семьи, в которой рождалось несколько поколений глухих. Он является потомком Лорана Клерка, которого считают отцом глухих в Америке. В фильме Лоран Клерк принес язык жестов в США двести лет назад. Том является носителем SGX29, мощной мутации Гена жестов. Тем не менее, он потерял значительную часть своих сил во время борьбы с Джуксом Клерком. Джукс Клерк — брат Тома и лидер группы 1.8.8.0, преступной организации, которая занимается уничтожением мутантов Гена жестов.
Хью Денисон — глава Q.I.A. (Разведывательного агентства QuinPar), связанного с Пентагоном и состоящего из отобранных агентов с мутацией Гена жестов. Денисон отправляет Тома Клерка и его коллегу Кена Вонга в Осаку, Япония. Пара в конечном итоге сражается с японской бандой, возглавляемой Тацуми Фува. Во время столкновений с бандой Денисон и Клерк узнают, что они могут победить в конфликте только если пойдут по японскому пути. Во время своего путешествия Том Клерк узнает, что он потерял свои способности.

## В ролях
- Эмилио Инсолера в роли Тома Клерка, мутанта со сверхчеловеческими способностями, потомок Лорана Клерка.
- Карола Инсолера в роли Кейт Массьё, потомка Жана Массьё, глухого педагога-новатора.
- Бен Бахан в роли Хью Денисон, главы разведывательного управления QuinPar и потомка Джеймса Денисона.
- Умберто Инсолера в роли Джукса Клерк, представителя 1.8.8.0. (Международная организация генетической генеалогии). Название организации напоминает о Миланской конференции 1880 года.
- Хироши Вава в роли Тацуми Фува, главаря японской банды.
- Дэнни Гонг в роли Кена Вонга, коллеги Тома Клерка в разведывательном управлении QuinPar.
- Нобору Куракава — личный телохранитель Тацуми Фува

## Мутация гена жестов
Ген жестов — это генетическая мутация, присутствующая только в 29 из 300 генов, ответственных за возникновение глухоты. Все глухие, являющиеся носителями этой генетической мутации, оказываются супергероями, которые могут проявлять сверхспособности с помощью языка жестов. Они наделены тайными способностями, такими как возможность закрыть двери, изобразив жестами слово «закрыть» или превратить свои руки в оружие, которое может извергать огонь, изобразив слово «оружие».'

## Производство

### Разработка
Ген жестов был снят в Японии, США и Италии. Хотя первоначально фильм задумывался как короткометражный, он вызвал большой интерес, который заставил Инсолера поверить, что фильм может стать крупноформатным и привлечь большую аудиторию. Он переписал сценарий в полнометражный фильм. Кастинг проходил в форме непосредственного общения. Инсолера был особенно заинтересован в актёрах, для которых язык жестов был родным и которые хорошо им владели.^12] Фильм разработан с Grindhouse touches Квентина Тарантино и РобертаРодригеса.

### Исторические, культурные и языковые ссылки
В Языке жестов несколько закодированных ссылок на историю глухих, культуру глухих и язык жестов. Q.I.A. обозначает разведывательное агентство QuinPar, а QuinPar относится к пяти параметрам, фонологическим компонентам в лингвистике языка жестов, которые формируют жесты: форма руки, движение, местоположение, ориентация и неручные сигналы. Агент Том носит фамилию известного деятеля в истории глухих, Лорана Клерка, глухого педагога, который принес язык жестов в США, а 1.8.8.0. является упоминанием о втором Международном конгрессе по образованию глухих, который состоялся в Милане, Италия, в 1880 году. Именно там педагоги систематизировали свою рекомендацию об исключению языка жестов из образования глухих". В фильме также присутствуют такие фигуры, как Александр Грэм Белл и Жан Массьё.

## Релиз
Мировая премьера фильма состоялась 8 сентября 2017 года в Милане и была показана в кинотеатрах UCI Cinemas 14 сентября 2017 года. В США премьера состоялась 13 апреля 2018 года, а в Японии — 14 сентября 2018 года.

### Реакция критиков
Ген жестов получил положительные отзывы критиков. В Los Angeles Times Майкл Рехтшаффен описывает «свежий, уникальный голос для кинематографии» как «быстро развивающееся попурри архивных кадров в сочетании с языком жестов и стробоскопическими последовательностями действий, исполняемыми глухим актерским составом, с видеоэффектами, имитирующими зернистую, поцарапанную пленку, и тем вышеупомянутым всеохватывающим звуковым миксом, который в конечном результате оказывается столь же невероятно изобретательным, как и расширяющим возможности». В газете Avvenire мы читаем, что фильм «в основном понравится подрастающему поколению, привыкшему к быстрому и психоделическому языку видеоигр или японских мультфильмов». В ASVOFA , Джорджия Кантарини пишет, что история запутана и «очень увлекательна. Звуки играют неожиданно важную роль, время от времени полностью захватывая того, кто смотрит фильм. Все происходит очень быстро и поражает вас живой энергией». В газете Corriere della Sera Микела Тригари называет Ген жестов «экспериментальным фильмом», который с помощью научной фантастики захватывает воображение и «открывает то, что невидимо для глаз».
Фотография Инсолеры появилась на обложке ноябрьского номера Tokyo Weekender 2018 года, сделанная всемирно известным фотографом Лесли Ки.
В том же месяце Инсолера был представлен на главном плакате 20-й юбилейной фотовыставки Лесли Ки «МЫ — ЛЮБОВЬ» в Токио.
В январе Инсолера был представлен в модной публикации на полных тринадцати страницах в пятом номере Vanity Fair с Каролой Инсолера, написанной Рози Ди Стефано.